# Clayville, New York
Clayville är ett municipalsamhälle (village) i Oneida County i delstaten New York. Vid 2020 års folkräkning hade Clayville 339 invånare.